# Alfred Saker

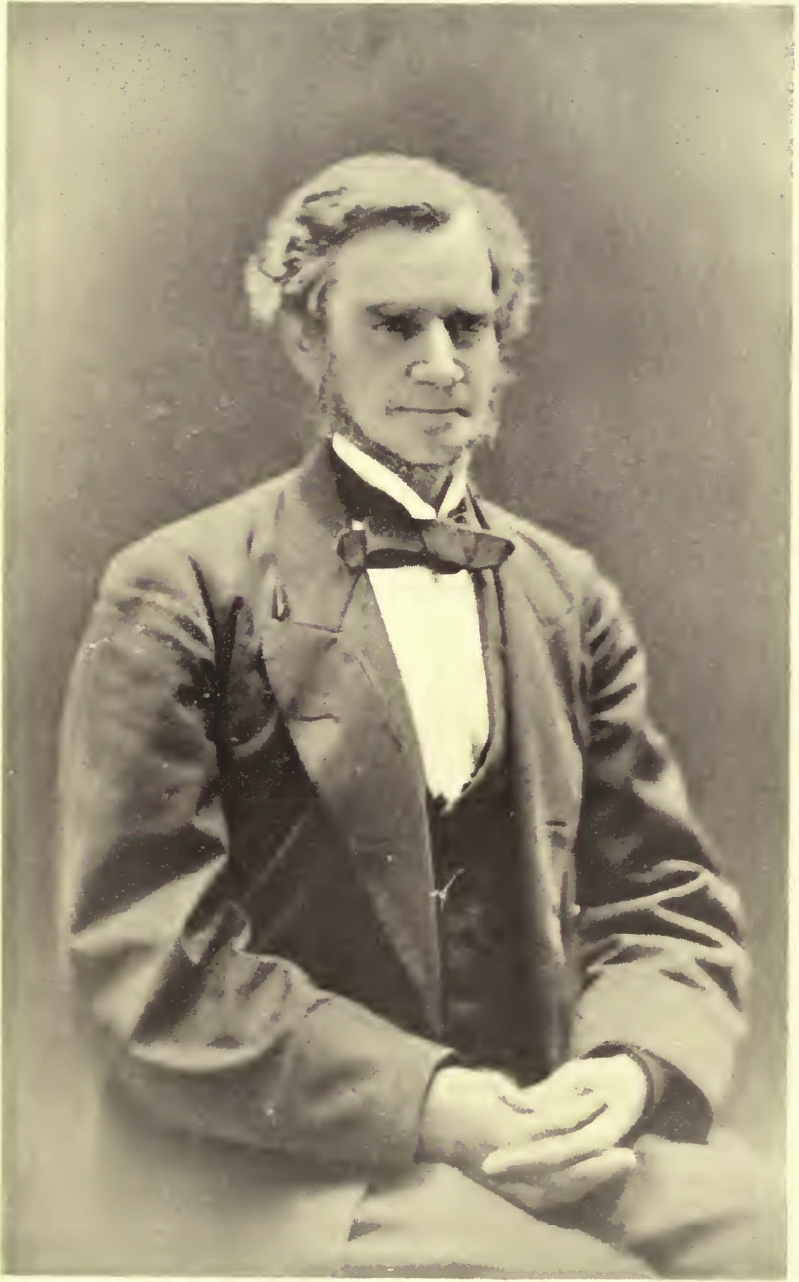
Alfred James Lymmonds Saker

Alfred James Lymmonds Saker (* 21. Juli 1814 in Borough Green, Wrotham, Kent, England; † 12. März 1880 in Peckham, London) war 1845 der erste englische baptistische Missionar in Kamerun. Weil er von den Spaniern 1853 von der Insel Bioko vertrieben wurde, gründete er 1858 mit befreiten afrikanischen Sklaven das Dorf Victoria. Er bildete einheimische Fachleute aus, und er übersetzte die Bibel in die einheimische Sprache Duala, die 1872 in Victoria gedruckt werden konnte.

## Leben
Sakers Vater war Mühlenbauer und Ingenieur, der 1838 starb, als sein Sohn 24 Jahre alt war. Alfred hatte viele Geschwister, aber er konnte als einziges Kind der Familie die staatliche Dorfschule besuchen, wo er seine Freude am Lesen und an den Büchern gewann. Er trat danach ins Geschäft seines Vaters ein, und noch bevor er 16 Jahre alt war, hatte er bereits eine kleine Dampfmaschine konstruiert. Er begann die örtliche Baptistenkirche zu besuchen, und mit 20 Jahren ließ er sich dort taufen und wurde aktives Mitglied dieser Kirche. Er evangelisierte in der näheren Umgebung und war auch als Laienprediger in Plaxtol tätig.
Nach dem Tod seines Vaters 1838 fand er Arbeit in dem Hafen von Devonport, wo Zeichnungen für die Marine anfertigen konnte. 1839 ging er nach Deptford, wo er den Bau der Schiffsmaschinen zu beaufsichtigen hatte. Im Februar 1840 heiratete er Helen Jessup in St. Marys, Newington, London, und sie wohnten wieder in Devonport, wo sie die Morice Square Baptist Church besuchten. Seine Frau teilte seinen Wunsch, als Missionar nach Afrika zu gehen. So wurden sie vom Komitee der Baptist Missionary Society angenommen, er als Missionsassistent und Ingenieur.
Kurz vor Saker kamen 1843 nach der Sklavenbefreiung in Jamaika erste Missionare der jamaikanischen Baptistenmission auf die spanisch beherrschte Insel Fernando Póo, die heute Bioko heißt und vor Kamerun liegt. Saker selber kam 1844 kurz nach Joseph Merrick († 1849) und Joseph Jackson Fuller (1825–1908) auf diese Insel. Bereits ein Jahr später, 1845 konnte er auf dem Festland eine Missionsstation an der Mündung des Wouriflusses nahe bei der heutigen Stadt Douala etablieren. Er lernte die einheimische Sprache Duala, erstellte Schulbücher, begann eine Bibelübersetzung, verkündigte das Evangelium und brachte einigen Afrikanern auch das Zimmerhandwerk und Landwirtschaftskenntnisse bei. 1850 kehrte er nach Fernando Póo zurück.
1853 bestimmte die spanische Regierung auf Veranlassung durch jesuitische Missionare, dass protestantische Gottesdienste auf der Insel verboten seien und die Baptisten die Insel verlassen müssten. Mit etwa 90 einheimischen Baptisten ging Saker zuerst nach Amboises Bay auf dem Festland. Vom einheimischen König William von Bimbia erhielt er 1858 ein 16 mal 8 Kilometer großes Landstück, und dort baute er mit seinen zumeist befreiten Sklaven Victoria (das heutige Limbe) als neue permanente Missionsstation und als Dorf auf. Sie umfasste eine Schule, eine Kirche, weitere Gebäude und Gärten. Er bildete auch dort einheimische Pastoren, Schneider, Schuhmacher, Maurer und Zimmerleute aus, die ihm halfen, 1860 die Kirche von Bethel aufzubauen. In Victoria ließ er 1872 200 Bibeln in der Dualasprache auf einer eigenen Druckmaschine drucken. Saker kehrte 1876 nach England zurück, wo er die letzten Lebensjahre verbrachte.
1886, ein Jahr nach der deutschen Besetzung Kameruns, verließen die letzten britischen Missionare Victoria und die Basler Mission übernahm diese Station.

## Ehrungen
Am Strand von Limbe befindet sich ein Denkmal mit einem Bild von Alfred Saker und folgender Inschrift:
Alfred Saker, Missionary to Africa, who landed, founded and named the Township Victoria. Tablet erected in memory of his devoted work to mark the Centenary of Victoria, 1858–1958. (deutsch: Alfred Saker, Missionar in Afrika, der hier ankam und die Siedlung Victoria gründete. Tafel zum Gedenken an sein Werk anlässlich des 100. Geburtstags von Victoria, 1858–1958.)
Im Ort Limbe ist das Saker Baptist College und die Baptistenkirche nach ihm benannt.
In Douala tragen sowohl das College Alfred Saker als auch eine Baptistenkirche seinen Namen.